# Tuyến Tōkaidō chính
Tuyến Tōkaidō chính (東海道本線 Tōkaidō-honsen)  là một tuyến đường sắt chính của Nhật Bản thuộc mạng lưới của Tập đoàn Đường sắt Nhật Bản (JR Group), nối các ga Tokyo và Kōbe. Nó dài 515,4 km (320,3 mi), không kể nhiều tuyến trung chuyển hàng hóa xung quanh các thành phố lớn. Tàu Tōkaidō Shinkansen tốc độ cao phần lớn chạy song song với tuyến này.
Thuật ngữ "Tuyến Tōkaidō chính" phần lớn là sự lưu giữ từ những ngày trước Shinkansen; bây giờ các phần khác nhau của tuyến có tên khác nhau được sử dụng chính thức bởi JR Đông, JR Trung và JR Tây. Ngày nay, không có chuyến tàu chở khách nào hoạt động trên toàn bộ chiều dài của tuyến (ngoài một số dịch vụ qua đêm nhất định; xem bên dưới), vì vậy các chuyến đi liên tỉnh dài hơn yêu cầu nhiều lần chuyển tuyến.
Tuyến Tokaido chính được sở hữu và điều hành bởi ba công ty JR:
- Công ty Đường sắt Đông Nhật Bản (JR Đông) (Tokyo - Atami)
- Công ty Đường sắt Trung tâm Nhật Bản (JR Trung) (Atami - Maibara)
- Công ty Đường sắt Tây Nhật Bản (JR Tây) (Maibara - Kōbe)

## Dữ liệu cơ bản
- Tổng quãng đường: 713,6 km (443,4 mi) (gồm các tuyến con; Tokyo – Kōbe là 589,5 km (366,3 mi))
  - Công ty Đường sắt Đông Nhật Bản (JR Đông) (Dịch vụ và đường tàu)
    - Tokyo – Atami: 104,6 km (65,0 mi)
    - Shinagawa – Shin-Kawasaki – Tsurumi: 17,8 km (11,1 mi)
    - Hamamatsuchō – Ga hàng hóa Tokyo – Ga hàng hóa Kawasaki – Hama-Kawasaki: 20,6 km (12,8 mi) (Tuyến hàng hóa Tōkaidō)
    - Tsurumi – Hatchō-Nawate: 2,3 km (1,4 mi) (Tuyến hàng hóa Tōkaidō)
    - Tsurumi – Higashi-Takashima – Sakuragichō: 8,5 km (5,3 mi) (Tuyến Takashima)
    - Tsurumi – Yokohama-Hazawa – Higashi-Totsuka: 16,0 km (9,9 mi) (Tuyến hàng hóa Tōkaidō)

  - Công ty Đường sắt Trung tâm Nhật Bản [en] (JR Trung) (Dịch vụ và đường tàu)
    - Atami – Maibara: 341,3 km (212,1 mi) (3,3 km (2,1 mi) giữa Kanayama – Nagoya trùng với tuyến Chuo chính)
    - Ōgaki – Mino-Akasaka: 5,0 km (3,1 mi) (Tuyến nhánh Mino-Akasaka)
    - Ōgaki – (Shin-Tarui) – Sekigahara: 13,8 km (8,6 mi) (Tuyến Shin-Tarui)

  - Công ty Đường sắt Tây Nhật Bản [en] (JR Tây) (Dịch vụ và đường tàu)
    - Maibara – Kōbe: 143,6 km (89,2 mi)
    - Ga hàng hóa Kyōto – Tambaguchi: 3,3 km (2,1 mi) (không dùng tàu chở khách)
    - Suita – (Bãi tàu Miyahara) – Amagasaki: 10,7 km (6,6 mi) (Tuyến hàng hóa Hoppō)
    - Suita – Umeda – Fukushima: 8,5 km (5,3 mi) (Tuyến hàng hóa Umeda, dùng bởi các tàu tốc hành Haruka và Kuroshio)

  - Công ty Đường sắt chở hàng Nhật Bản (JR Hàng hoá) (Đường tàu và dịch vụ)
    - Trạm tín hiệu Sannō – Nagoya-Minato: 6,2 km (3,9 mi) (Tuyến Nagoya-Minato)
    - Trạm tín hiệu Suita – Ga hàng hóa Osaka: 8,7 km (5,4 mi) (Tuyến ga Osaka)

  - Công ty Đường sắt hàng hóa Nhật Bản (JR Hàng hóa) (Chỉ dùng cho dịch vụ)
    - Shinagawa – Atami: 97,8 km (60,8 mi)
    - Shinagawa – tuyến Shin-Tsurumi: 13,9 km (8,6 mi)
    - Ga hàng hóa Tokyo – Hama-Kawasaki: 12,9 km (8,0 mi)
    - Tsurumi – Yokohama-Hazawa – Higashi-Totsuka: 16,0 km (9,9 mi)
    - Tsurumi – Hatchō-Nawate: 2,3 km (1,4 mi)
    - Tsurumi – Shinkō – Sakuragichō: 11,2 km (7,0 mi)
    - Atami – Maibara: 341,3 km (212,1 mi)
    - Minami-Trạm tín hiệu Arao – Sekigahara: 10,7 km (6,6 mi)
    - Minami-Trạm tín hiệu Arao – Mino-Akasaka: 1,9 km (1,2 mi)
    - Maibara – Kōbe: 139,0 km (86,4 mi) (qua tuyến chở hàng Hoppō)
    - Ga hàng hóa Kyōto – Tambaguchi: 3,3 km (2,1 mi)
    - Suita – Umeda – Fukushima: 8,5 km (5,3 mi)
- Khổ ray: Đường sắt khổ hẹp 1.067 mm (3 ft 6 in)
- Ga:
  - Chở khách: 166 (không gồm phần Shinagawa – Shin-Kawasaki – Tsurumi hay các nhánh chở khách ngoài tuyến nhánh Mino-Akasaka)
    - JR Đông: 34
    - JR Trung tâm: 82
    - JR Tây: 50

  - Chỉ chở hàng: 14
- Đường tàu: 
  - Bốn hoặc hơn
    - Tokyo – Odawara: 83,9 km (52,1 mi)
    - Nagoya – Inazawa: 11,1 km (6,9 mi)
    - Kusatsu – Kōbe: 98,1 km (61,0 mi)

  - Hai
    - Odawara – Nagoya
    - Inazawa – Kusatsu
    - Shinagawa – Shin-Kawasaki – Tsurumi
    - Hamamatsuchō – Tokyo Freight Terminal – Kawasaki Freight Terminal – Hama-Kawasaki
    - Tsurumi – Hatchō-Nawate
    - Tsurumi – Higashi-Takashima
    - Tsurumi – Yokohama-Hazawa – Higashi-Totsuka
    - Suita – Umeda
    - Suita – (Khu đường sắt Miyahara) – Amagasaki

  - Một đường ray: Tất cả các khu khác
- Điện tải: 1,500 V DC (trừ trạm tín Sannō – Nagoya-Minato)
- Railway signalling: Automatic Train Control
- Maximum speed:
  - Tokyo – Ōfuna, Odawara – Toyohashi: 110 km/h (68 mph)
  - Ōfuna – Odawara, Toyohashi – Maibara: 120 km/h (75 mph)
  - Minami-Arao Signal – Tarui – Sekigahara, Minami-Arao Signal – Mino-Akasaka: 85 km/h (53 mph)
  - Maibara – Kōbe: 130 km/h (81 mph)

## Danh sách nhà ga

### JR Đông

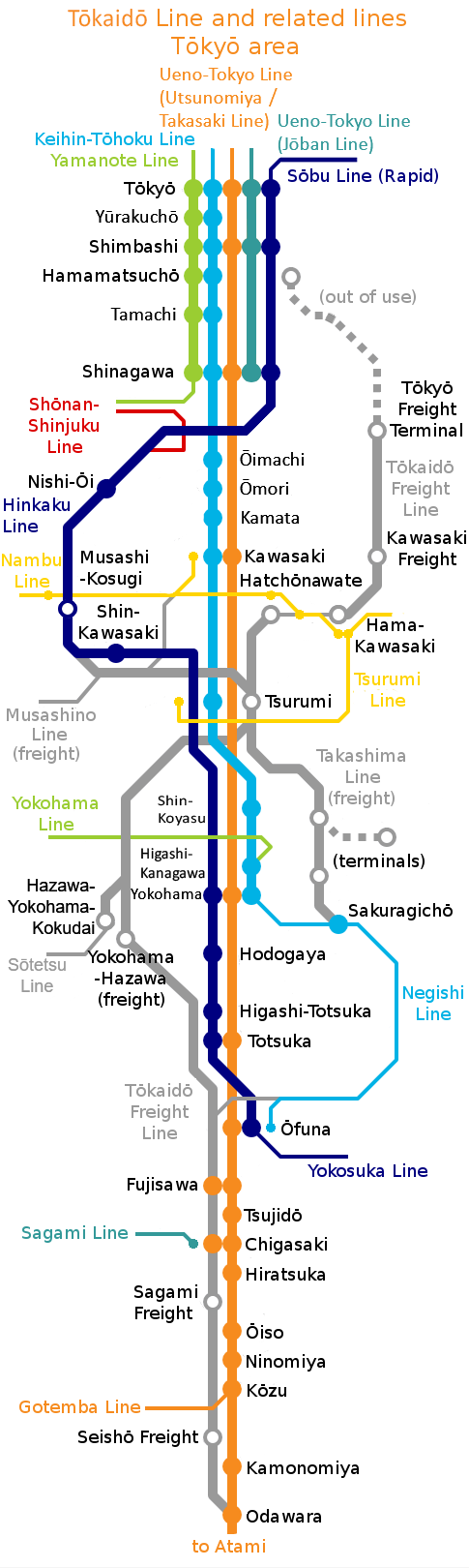
Tuyến Tokaido chính được hiển thị bằng màu cam trong bản đồ này về các phương pháp tiếp cận phía nam tới Tokyo

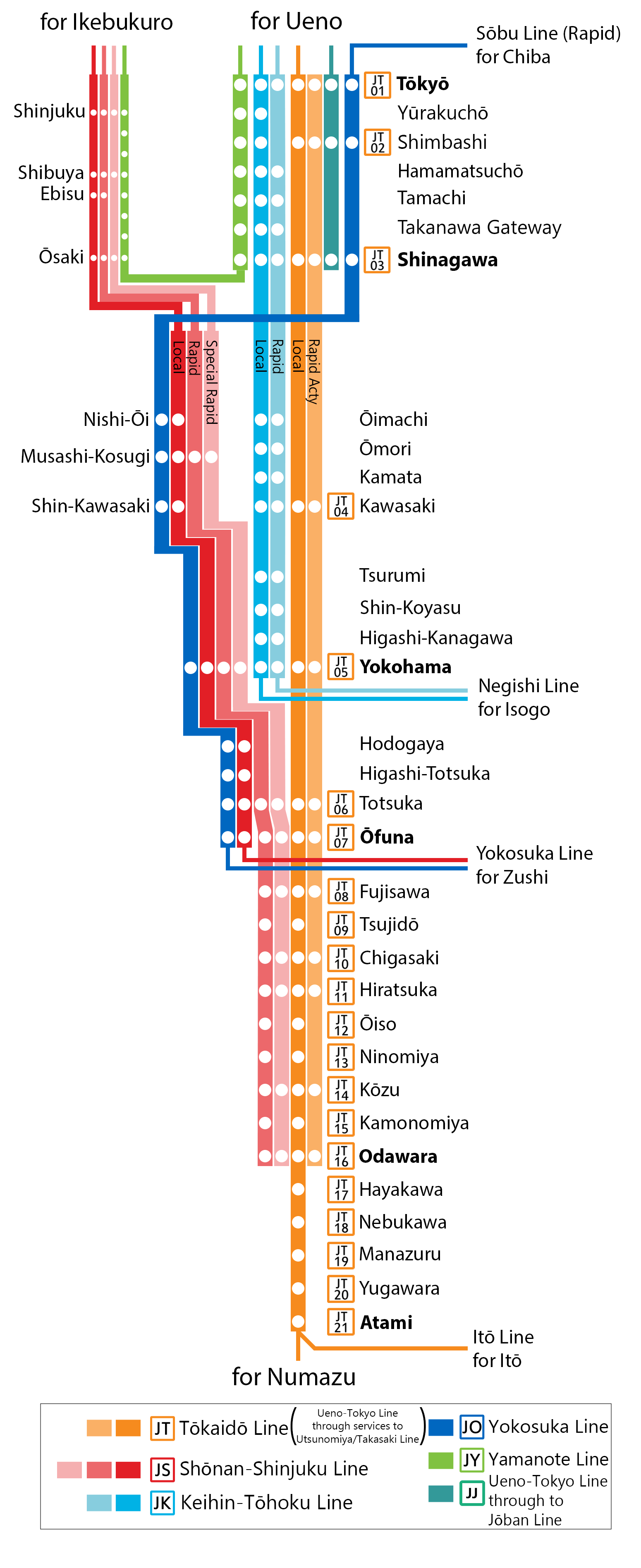
Sơ đồ mô hình dịch vụ của Tuyến chính Tokaido (JR Đông)

Đoạn này do Công ty Đường sắt Đông Nhật Bản (JR Đông) điều hành.
Tuyến chính Tokaido ở vùng thủ đô Tokyo có các tuyến tàu chậm (普通Futsū), và cũng có hai tuyến nhanh được gọi là Rapid Acty (快速アクティー Kaisoku Akutī)  và Commuter Rapid (通勤快速 Tsūkin Kaisoku). Những tàu nhanh chạy trên các đoạn đường ray song song với Tuyến Yamanote giữa Tokyo và Shinagawa, Tuyến Keihin-Tōhoku giữa Tokyo và Yokohama, và Tuyến Yokosuka giữa Yokohama và Ōfuna. Một số chuyến tàu từ tuyến tuyến Shōnan – Shinjuku chạy chung từ phía nam ga Yokohama đến Ōfuna và Odawara.
Tuyến Ueno – Tokyo, một dự án của JR Đông, đã mở rộng các dịch vụ của Tuyến Utsunomiya, Tuyến Takasaki và Tuyến Joban đến Ga Tokyo, cho phép các dịch vụ đến và đi từ Tuyến Tokaido từ tháng 3 năm 2015.
Hầu hết tất cả các đoàn tàu dọc theo đoạn này của tuyến đều có "Toa hạng xanh" hai tầng với ghế ngồi quay về phía trước, với mỗi đoàn tàu có 2 toa. Toa hạng xanh có thể được sử dụng sau khi trả thêm phí.
Chú thích về ký hiệu:
- ●: Tất cả các chuyến tàu dừng để đón và trả khách
- ｜: Tất cả các chuyến tàu bỏ ga
- ▲: Các chuyến tàu từ tuyến Shōnan – Shinjuku chạy chung với Tuyến Yokosuka

| Số                                                             | Ga                  | Tiếng Nhật          | Khoảng cách (km)    | Khoảng cách (km)    | Tàu Rapid Acty | Tàu chậm, Tàu Rapid Rabbit và Tàu Urban                     | Tuyến Jōban chạy liên tuyến  | Tuyến Shōnan–Shinjuku | Tuyến Shōnan–Shinjuku | Nối chuyến | Địa điểm                | Địa điểm |
| Số                                                             | Ga                  | Tiếng Nhật          | Giữa các ga         | Tổng cộng           | Tàu Rapid Acty | Tàu chậm, Tàu Rapid Rabbit và Tàu Urban                     | Tuyến Jōban chạy liên tuyến  | Nhanh | Nhanh mới | Nối chuyến | Địa điểm                | Địa điểm |
| Qua dịch vụ đến/đi:                                            | Qua dịch vụ đến/đi: | Qua dịch vụ đến/đi: | Qua dịch vụ đến/đi: | Qua dịch vụ đến/đi: | /              | JU Tuyến Ueno-Tokyo                                         | JU Tuyến Ueno-Tokyo          | JS Tuyến Shōnan-Shinjuku (cho JU Tuyến Takasaki)                                                                                 | JS Tuyến Shōnan-Shinjuku (cho JU Tuyến Takasaki) | |                         |          |
| Qua dịch vụ đến/đi:                                            | Qua dịch vụ đến/đi: | Qua dịch vụ đến/đi: | Qua dịch vụ đến/đi: | Qua dịch vụ đến/đi: | /              | JU Tuyến Utsunomiya & Takasaki                              | JJ Tuyến Jōban (Nhanh)       | JS Tuyến Shōnan-Shinjuku (cho JU Tuyến Takasaki)                                                                                 | JS Tuyến Shōnan-Shinjuku (cho JU Tuyến Takasaki) | |                         |          |
| -------------------------------------------------------------- | ------------------- | ------------------- | ------------------- | ------------------- | -------------- | ----------------------------------------------------------- | ---------------------------- | --- | --- | --- | ----------------------- | -------- |
| TYOJT01                                                        | Tokyo               | 東京                | -                   | 0.0                 | ●              | ●                                                           | ●                            | | | Tohoku Shinkansen Hokkaido Shinkansen Yamagata Shinkansen Akita Shinkansen Joetsu Shinkansen Hokuriku Shinkansen JY Tuyến Yamanote JK Tuyến Keihin-Tōhoku JO Tuyến Yokosuka．Tuyến Sōbu (Nhanh) JE Tuyến Keiyō JU Tuyến Ueno-Tokyo (Qua đến JU Utsunomiya．Tuyến Takasaki/JJ Tuyến Jōban) JC Chūō (Nhanh) Tokaido Shinkansen M Tokyo Metro Tuyến Marunouchi | Chiyoda                 | Tokyo    |
| SMBJT02                                                        | Shimbashi           | 新橋                | 1.9                 | 1.9                 | ●              | ●                                                           | ●                            | JY Tuyến Yamanote JK Tuyến Keihin-Tōhoku JO Tuyến Yokosuka G Tuyến Tokyo Metro Ginza(G-08) A Tuyến Toei Asakusa(A-10) Yurikamome | Minato | |                         | Tokyo    |
| SGWJT03                                                        | Shinagawa           | 品川                | 4.7                 | 6.8                 | ●              | ●                                                           | ●                            | JY Tuyến Yamanote JK Tuyến Keihin-Tōhoku JO Tuyến Yokosuka Tōkaidō Shinkansen KK Tuyến Keikyu chính                              | Minato | |                         | Tokyo    |
| KWSJT04                                                        | Kawasaki            | 川崎                | 11.4                | 18.2                | ｜             | ●                                                           |                              | JK Tuyến Keihin-Tōhoku JN Tuyến Nambu (Keikyu-Kawasaki) KK Tuyến Keikyu chính và KK Tuyến Keikyu Daishi                          | Kawasaki-ku, Kawasaki | Kanagawa |                         |          |
| YHMJT05                                                        | Yokohama            | 横浜                | 10.6                | 28.8                | ｜             | ●                                                           | ▲                            | ▲ | JK Tuyến Keihin-Tōhoku, Tuyến Negishi JS Tuyến Shōnan-Shinjuku JO Tuyến Yokosuka TY Tuyến Tōkyū Tōyoko KK Tuyến Keikyu chính Tuyến đường sắt Sagami chính Tuyến Yokohama Municipal Subway Blue Tuyến Minatomirai | Kanagawa | Nishi-ku, Yokohama      |          |
| TTKJT06                                                        | Totsuka             | 戸塚                | 12.1                | 40.9                | ｜             | ●                                                           | ▲                            | ▲ | JS Tuyến Shōnan-Shinjuku JO Tuyến Yokosuka Yokohama Municipal Subway Blue Line | Kanagawa | Totsuka-ku, Yokohama    |          |
| OFNJT07                                                        | Ōfuna               | 大船                | 5.6                 | 46.5                | ●              | ●                                                           | ●                            | ● | JK Tuyến Negishi JO Tuyến Yokosuka Tàu một ray Shonan JS Tuyến Shōnan-Shinjuku | Kanagawa | Sakae-ku, Yokohama      |          |
| OFNJT07                                                        | Ōfuna               | 大船                | 5.6                 | 46.5                | ●              | ●                                                           | ●                            | ● | JK Tuyến Negishi JO Tuyến Yokosuka Tàu một ray Shonan JS Tuyến Shōnan-Shinjuku | Kanagawa | Kamakura                |          |
| JT08                                                           | Fujisawa            | 藤沢                | 4.6                 | 51.1                | ●              | ●                                                           | ●                            | ● | Tuyến Odakyū Enoshima Đường sắt điện từ Enoshima | Kanagawa | Fujisawa                |          |
| JT09                                                           | Tsujidō             | 辻堂                | 3.7                 | 54.8                | ｜             | ●                                                           | ●                            | ｜ | | Kanagawa | Fujisawa                |          |
| JT10                                                           | Chigasaki           | 茅ヶ崎              | 3.8                 | 58.6                | ●              | ●                                                           | ●                            | ● | ■ Tuyến Sagami | Kanagawa | Chigasaki               |          |
| JT11                                                           | Hiratsuka           | 平塚                | 5.2                 | 63.8                | ●              | ●                                                           | ●                            | ● | | Kanagawa | Hiratsuka               |          |
| JT12                                                           | Ōiso                | 大磯                | 4.0                 | 67.8                | ｜             | ●                                                           | ●                            | ｜ | | Kanagawa | Ōiso, Naka District     |          |
| JT13                                                           | Ninomiya            | 二宮                | 5.3                 | 73.1                | ｜             | ●                                                           | ●                            | ｜ | | Kanagawa | Ninomiya, Naka District |          |
| JT14                                                           | Kōzu                | 国府津              | 4.6                 | 77.7                | ●              | ●                                                           | ●                            | ● | Tuyến Gotemba | Kanagawa | Odawara                 |          |
| JT15                                                           | Kamonomiya          | 鴨宮                | 3.1                 | 80.8                | ｜             | ●                                                           | ●                            | ｜ | | Kanagawa | Odawara                 |          |
| JT16                                                           | Odawara             | 小田原              | 3.1                 | 83.9                | ●              | ●                                                           | ●                            | ● | Tōkaidō Shinkansen Tuyến Odakyū Odawara Tuyến Hakone Tozan Đường sắt Izu-Hakone Tuyến Daiyūzan | Kanagawa | Odawara                 |          |
| JT17                                                           | Hayakawa            | 早川                | 2.1                 | 86.0                |                | ●                                                           |                              | | | Kanagawa | Odawara                 |          |
| JT18                                                           | Nebukawa            | 根府川              | 4.4                 | 90.4                | ●              |                                                             |                              | | | Kanagawa | Odawara                 |          |
| JT19                                                           | Manazuru            | 真鶴                | 5.4                 | 95.8                | ●              |                                                             | Manazuru, Quận Ashigarashimo | | | Kanagawa |                         |          |
| JT20                                                           | Yugawara            | 湯河原              | 3.3                 | 99.1                | ●              |                                                             | Yugawara, Quận Ashigarashimo | | | Kanagawa |                         |          |
| JT21                                                           | Atami               | 熱海                | 5.5                 | 104.6               | ●              | JT Tuyến Itō (Vài tuyến qua tàu đến Ito) Tōkaidō Shinkansen | Atami                        | Shizuoka | | |                         |          |
| Tàu chậm: Vài tuyến hoạt động liên tuyến đến/đi Numazu hay Ito |                     |                     |                     |                     |                |                                                             |                              | | | |                         |          |

- Một số chuyến tàu chạy liên tuyến qua Atami, đến tận Numazu.
- Với tuyến Ueno-Tokyo, tàu Rapid Rabbit trên Tuyến Utsunomiya và tàu Urban trên tuyến Takasaki chạy dọc theo Tokaido Line, và dừng lại ở tất cả các ga trên tuyến này. Do đó, hai dịch vụ được phân loại là tàu chậm trong Tuyến Tokaido. Tương tự như vậy, các dịch vụ Tokaido Line Rapid Acty hiện chạy liên tuyến tới Tuyến Utsunomiya.
- Tàu Shōnan Liner là các chuyến tàu tốc hành dành riêng cho người đi làm với chỗ ngồi thoải mái. Nó hoạt động từ Odawara đến Tokyo vào các buổi sáng các ngày trong tuần, với một số dịch vụ kết thúc ở Shinagawa. Dịch vụ khứ hồi chạy từ Tokyo đến Odawara vào các buổi tối trong tuần. Giống như các chuyến tàu nhanh đi lại, các dịch vụ Shōnan Liner thường không có điểm dừng giữa Shinagawa và Fujisawa. Giữa Fujisawa và Odawara, các điểm dừng khác nhau được thực hiện. Ngoài giá vé tiêu chuẩn, bạn phải trả phí chỗ ngồi trước ¥ 500 để sử dụng Shōnan Liner.
- Các ga trên tuyến Keihin-Tōhoku giữa Tokyo và Yokohama chính thức là một phần của Tuyến Tōkaidō. Các ga này là: Yūrakuchō, Hamamatsuchō, Tamachi, Ōimachi, Ōmori, Kamata, Tsurumi, Shin-Koyasu và Higashi-Kanagawa.
- Các ga tuyến Yokosuka giữa Tokyo và Ōfuna chính thức là một phần của Tuyến Tōkaidō. Các ga này là: Nishi-Ōi, Musashi-Kosugi, Shin-Kawasaki, Hodogaya và Higashi-Totsuka. Tuyến chạy của Tuyến Yokosuka giữa Shinagawa và Tsurumi tách biệt với tuyến chính và được gọi là Tuyến Hinkaku, trên đó có các ga Nishi-Ōi, Musashi-Kosugi và Shin-Kawasaki.
- Tuyến Shōnan – Shinjuku hoạt động liên tuyến tới Tuyến chính Tōkaidō. Các chuyến tàu hoạt động từ Tuyến Takasaki đến Ōsaki và đi vào Tuyến Yokosuka tại Nishi-Ōi đến Totsuka sau đó chuyển sang Tuyến Tōkaidō hướng đến Odawara và ngược lại. Tàu nhanh dừng tại tất cả các ga trên Tuyến Chính Tōkaidō (Totsuka - Odawara), trong khi Tàu Nhanh Đặc biệt dừng giống tàu Rapid Acty.

### JR Trung tâm
Tuyến Tokaido giữa Atami và Maibara được điều hành bởi JR Central, và bao phủ khu vực Tōkai - tỉnh Shizuoka, tỉnh Aichi và tỉnh Gifu.

#### Khối Shizuoka
| Số        | Ga                | tiếng Nhật | Distance (km)    | Distance (km)      | Nhanh Services | Nhanh Services | Nhanh Services | Nhanh Services | Home Liner | Transfers | Location                 | Location |
| Số        | Ga                | tiếng Nhật | Between Stations | Total (From Tokyo) | Semi Nhanh     | Nhanh          | New Nhanh      | Special Nhanh  | Home Liner | Transfers | Location                 | Location |
| --------- | ----------------- | ---------- | ---------------- | ------------------ | -------------- | -------------- | -------------- | -------------- | ---------- | --- | ------------------------ | -------- |
| CA00      | Atami             | 熱海       |                  | 104.6              |                |                |                |                |            | Tōkaidō Shinkansen JT Itō Line | Atami                    | Shizuoka |
| CA01      | Kannami           | 函南       | 9.9              | 114.5              |                |                |                |                |            | | Kannami, Tagata District | Shizuoka |
| CA02      | Mishima           | 三島       | 6.2              | 120.7              |                | ●              |                |                |            | Tōkaidō Shinkansen ■ Izuhakone Railway Sunzu Line (some morning/evening through services)                                                               | Mishima                  | Shizuoka |
| CA03 CB18 | Numazu            | 沼津       | 5.5              | 126.2              |                | ●              |                |                | ●          | Gotemba Line | Numazu                   | Shizuoka |
| CA04      | Katahama          | 片浜       | 4.1              | 130.3              |                | ●              |                |                | ｜         | | Numazu                   | Shizuoka |
| CA05      | Hara              | 原         | 2.5              | 132.8              |                | ●              |                |                | ｜         | | Numazu                   | Shizuoka |
| CA06      | Higashi-Tagonoura | 東田子の浦 | 4.6              | 137.4              |                | ●              |                |                | ｜         | | Fuji                     | Shizuoka |
| CA07      | Yoshiwara         | 吉原       | 3.9              | 141.3              |                | ●              |                |                | ｜         | ■ Gakunan Railway Line | Fuji                     | Shizuoka |
| CA08 CC00 | Fuji              | 富士       | 4.9              | 146.2              |                | ●              |                |                | ●          | Minobu Line | Fuji                     | Shizuoka |
| CA09      | Fujikawa          | 富士川     | 3.5              | 149.7              |                | ｜             |                |                | ｜         | | Fuji                     | Shizuoka |
| CA10      | Shin-Kambara      | 新蒲原     | 2.8              | 152.5              |                | ｜             |                |                | ｜         | | Shimizu-ku, Shizuoka     | Shizuoka |
| CA11      | Kambara           | 蒲原       | 2.4              | 154.9              |                | ｜             |                |                | ｜         | | Shimizu-ku, Shizuoka     | Shizuoka |
| CA12      | Yui               | 由比       | 3.5              | 158.4              |                | ｜             |                |                | ｜         | | Shimizu-ku, Shizuoka     | Shizuoka |
| CA13      | Okitsu            | 興津       | 5.9              | 164.3              |                | ｜             |                |                | ｜         | | Shimizu-ku, Shizuoka     | Shizuoka |
| CA14      | Shimizu           | 清水       | 4.7              | 169.0              |                | ●              |                |                | ●          | | Shimizu-ku, Shizuoka     | Shizuoka |
| CA15      | Kusanagi          | 草薙       | 5.2              | 174.2              |                | ｜             |                |                | ｜         | Shizuoka Railway Shizuoka-Shimizu Line | Shimizu-ku, Shizuoka     | Shizuoka |
| CA16      | Higashi-Shizuoka  | 東静岡     | 3.5              | 177.7              |                | ｜             |                |                | ｜         | | Aoi-ku, Shizuoka         | Shizuoka |
| CA17      | Shizuoka          | 静岡       | 2.5              | 180.2              |                | ●              |                |                | ●          | Tōkaidō Shinkansen Shizuoka Railway Shizuoka-Shimizu Line (Shin-Shizuoka)                                                                               | Aoi-ku, Shizuoka         | Shizuoka |
| CA18      | Abekawa           | 安倍川     | 4.3              | 184.5              |                |                |                |                | ｜         | | Suruga-ku, Shizuoka      | Shizuoka |
| CA19      | Mochimune         | 用宗       | 2.1              | 186.6              |                |                |                |                | ｜         | | Suruga-ku, Shizuoka      | Shizuoka |
| CA20      | Yaizu             | 焼津       | 7.1              | 193.7              |                |                |                |                | ｜         | | Yaizu                    | Shizuoka |
| CA21      | Nishi-Yaizu       | 西焼津     | 3.3              | 197.0              |                |                |                |                | ｜         | | Yaizu                    | Shizuoka |
| CA22      | Fujieda           | 藤枝       | 3.3              | 200.3              |                |                |                |                | ●          | | Fujieda                  | Shizuoka |
| CA23      | Rokugo            | 六合       | 4.6              | 204.9              |                |                |                |                | ｜         | | Shimada                  | Shizuoka |
| CA24      | Shimada           | 島田       | 2.9              | 207.8              |                |                |                |                | ●          | | Shimada                  | Shizuoka |
| CA25      | Kanaya            | 金谷       | 5.1              | 212.9              |                |                |                |                | ｜         | Oigawa Railway Oigawa Main Line | Shimada                  | Shizuoka |
| CA26      | Kikugawa          | 菊川       | 9.3              | 222.2              |                |                |                |                | ●          | | Kikugawa                 | Shizuoka |
| CA27      | Kakegawa          | 掛川       | 7.1              | 229.3              |                |                |                |                | ●          | Tōkaidō Shinkansen Tenryū Hamanako Railroad | Kakegawa                 | Shizuoka |
| CA28      | Aino              | 愛野       | 5.3              | 234.6              |                |                |                |                | ｜         | | Fukuroi                  | Shizuoka |
| CA29      | Fukuroi           | 袋井       | 3.5              | 238.1              |                |                |                |                | ●          | | Fukuroi                  | Shizuoka |
| CA30      | Mikuriya          | 御厨       | 4.6              | 242.7              |                |                |                |                | ●          | | Iwata                    | Shizuoka |
| CA31      | Iwata             | 磐田       | 7.8              | 245.9              |                |                |                |                | ●          | | Iwata                    | Shizuoka |
| CA32      | Toyodachō         | 豊田町     | 2.9              | 248.8              |                |                |                |                | ｜         | | Iwata                    | Shizuoka |
| CA33      | Tenryūgawa        | 天竜川     | 3.9              | 252.7              |                |                |                |                | ｜         | | Higashi-ku, Hamamatsu    | Shizuoka |
| CA34      | Hamamatsu         | 浜松       | 4.4              | 257.1              |                |                | ●              | ●              | ●          | Tokaido Shinkansen Enshū Railway Line (Shin-Hamamatsu)                                                                                                  | Naka-ku, Hamamatsu       | Shizuoka |
| CA35      | Takatsuka         | 高塚       | 5.3              | 262.4              |                |                | ●              | ●              |            | | Minami-ku, Hamamatsu     | Shizuoka |
| CA36      | Maisaka           | 舞阪       | 5.1              | 267.5              |                |                | ●              | ●              |            | | Nishi-ku, Hamamatsu      | Shizuoka |
| CA37      | Bentenjima        | 弁天島     | 2.3              | 269.8              |                |                | ●              | ●              |            | | Nishi-ku, Hamamatsu      | Shizuoka |
| CA38      | Araimachi         | 新居町     | 3.1              | 272.9              |                |                | ●              | ●              |            | | Kosai                    | Shizuoka |
| CA39      | Washizu           | 鷲津       | 3.7              | 276.6              |                |                | ●              | ●              |            | | Kosai                    | Shizuoka |
| CA40      | Shinjohara        | 新所原     | 5.8              | 282.4              |                |                | ●              | ●              |            | Tenryū Hamanako Railroad | Kosai                    | Shizuoka |
| CA41      | Futagawa          | 二川       | 4.3              | 286.7              |                |                | ●              | ●              |            | | Toyohashi                | Aichi    |
| CA42      | Toyohashi         | 豊橋       | 6.9              | 293.6              |                |                | ●              | ●              |            | Tōkaidō Shinkansen Iida Line NH Meitetsu Nagoya Main Line Toyohashi Railway Atsumi Line (Shin-Toyohashi), Toyohashi Railroad Azumada Main Line (Ekimae) | Toyohashi                | Aichi    |

#### Tuyến chính khối Nagoya
Nhanh đặc biệt
| Số   | Ga               | Tiếng Nhật | Khoảng cách (km) | Khoảng cách (km)     | Dịch vụ nhanh  | Dịch vụ nhanh | Dịch vụ nhanh | Dịch vụ nhanh  | DỊch vụ kết nối các nhà | Nối chuyến | Vị trí                    | Vị trí |
| Số   | Ga               | Tiếng Nhật | Giữa các ga      | Tổng cộng (Từ Tokyo) | Nhanh một phần | Nhanh         | Nhanh mới     | Nhanh đặc biệt | DỊch vụ kết nối các nhà | Nối chuyến | Vị trí                    | Vị trí |
| ---- | ---------------- | ---------- | ---------------- | -------------------- | -------------- | ------------- | ------------- | -------------- | ----------------------- | --- | ------------------------- | ------ |
| CA42 | Toyohashi        | 豊橋       | 6.9              | 293.6                | ●              | ●             | ●             | ●              | ●                       | Tōkaidō Shinkansen Iida Line NH Meitetsu Nagoya Main Line Toyohashi Railway Atsumi Line (Shin-Toyohashi), Toyohashi Railroad Azumada Main Line (Ekimae)                                                                                 | Toyohashi                 | Aichi  |
| CA43 | Nishi-Kozakai    | 西小坂井   | 4.8              | 298.4                | ●              | ｜            | ｜            | ｜             | ｜                      | | Toyokawa                  | Aichi  |
| CA44 | Aichi-Mito       | 愛知御津   | 3.7              | 302.1                | ●              | ｜            | ｜            | ｜             | ｜                      | | Toyokawa                  | Aichi  |
| CA45 | Mikawa-Ōtsuka    | 三河大塚   | 3.1              | 305.2                | ●              | ｜            | ｜            | ｜             | ｜                      | | Gamagori                  | Aichi  |
| CA46 | Mikawa-Miya      | 三河三谷   | 3.1              | 308.3                | ●              | ▲             | ▲             | ｜             | ｜                      | | Gamagori                  | Aichi  |
| CA47 | Gamagori         | 蒲郡       | 2.3              | 310.6                | ●              | ●             | ●             | ●              | ●                       | GN Meitetsu Gamagōri Line | Gamagori                  | Aichi  |
| CA48 | Mikawa-Shiotsu   | 三河塩津   | 2.3              | 312.9                | ●              | ｜            | ｜            | ｜             | ｜                      | GN Meitetsu Gamagōri Line (Gamagōri-Kyōteijō-Mae) | Gamagori                  | Aichi  |
| CA49 | Sangane          | 三ヶ根     | 2.6              | 315.5                | ●              | ｜            | ｜            | ｜             | ｜                      | | Kōta, Nukata District     | Aichi  |
| CA50 | Kōda             | 幸田       | 3.0              | 318.5                | ●              | ▲             | ▲             | ｜             | ｜                      | | Kōta, Nukata District     | Aichi  |
| CA51 | Aimi             | 相見       | 3.1              | 321.6                | ●              | ｜            | ｜            | ｜             | ｜                      | | Kōta, Nukata District     | Aichi  |
| CA52 | Okazaki          | 岡崎       | 7.4              | 325.9                | ●              | ●             | ●             | ●              | ●                       | ■ Aichi Loop Line | Okazaki                   | Aichi  |
| CA53 | Nishi-Okazaki    | 西岡崎     | 4.2              | 330.1                | ｜             | ｜            | ｜            | ｜             | ｜                      | | Okazaki                   | Aichi  |
| CA54 | Anjō             | 安城       | 3.6              | 333.7                | ●              | ●             | ●             | ●              | ●                       | | Anjō                      | Aichi  |
| CA55 | Mikawa-Anjō      | 三河安城   | 2.6              | 336.3                | ｜             | ｜            | ｜            | ｜             | ｜                      | Tōkaidō Shinkansen | Anjō                      | Aichi  |
| CA56 | Higashi-Kariya   | 東刈谷     | 1.8              | 338.1                | ｜             | ｜            | ｜            | ｜             | ｜                      | | Kariya                    | Aichi  |
| CA57 | Noda-Shinmachi   | 野田新町   | 1.6              | 339.7                | ｜             | ｜            | ｜            | ｜             | ｜                      | | Kariya                    | Aichi  |
| CA58 | Kariya           | 刈谷       | 1.9              | 341.6                | ●              | ●             | ●             | ●              | ●                       | MU Meitetsu Mikawa Line | Kariya                    | Aichi  |
| CA59 | Aizuma           | 逢妻       | 1.9              | 343.5                | ｜             | ｜            | ｜            | ｜             | ｜                      | | Kariya                    | Aichi  |
| CA60 | Ōbu              | 大府       | 3.0              | 346.5                | ●              | ●             | ●             | ｜             | ●                       | Taketoyo Line | Ōbu                       | Aichi  |
| CA61 | Kyōwa            | 共和       | 3.0              | 349.5                | ●              | ●             | ｜            | ｜             | ｜                      | | Ōbu                       | Aichi  |
| CA62 | Minami-Ōdaka     | 南大高     | 2.3              | 351.8                | ｜             | ｜            | ｜            | ｜             | ｜                      | | Midori-ku, Nagoya         | Aichi  |
| CA63 | Ōdaka            | 大高       | 1.8              | 353.6                | ｜             | ｜            | ｜            | ｜             | ｜                      | | Midori-ku, Nagoya         | Aichi  |
| CA64 | Kasadera         | 笠寺       | 3.2              | 356.8                | ｜             | ｜            | ｜            | ｜             | ｜                      | | Minami-ku, Nagoya         | Aichi  |
| CA65 | Atsuta           | 熱田       | 4.0              | 360.8                | ｜             | ｜            | ｜            | ｜             | ｜                      | | Atsuta-ku, Nagoya         | Aichi  |
| CA66 | Kanayama         | 金山       | 1.9              | 362.7                | ●              | ●             | ●             | ●              | ●                       | Chūō Main Line NH Meitetsu Nagoya Main Line Nagoya Municipal Subway: Meijō Line (M01) Meikō Line (E01) | Naka-ku, Nagoya           | Aichi  |
| CA67 | Otōbashi         | 尾頭橋     | 0.9              | 363.6                | ｜             | ｜            | ｜            | ｜             | ｜                      | | Nakagawa-ku, Nagoya       | Aichi  |
| CA68 | Nagoya           | 名古屋     | 2.4              | 366.0                | ●              | ●             | ●             | ●              | ●                       | Tōkaidō Shinkansen Kansai Main Line Chūō Main Line E Kintetsu Nagoya Line (Kintetsu-Nagoya) NH Meitetsu Nagoya Main Line (Meitetsu-Nagoya) Nagoya Municipal Subway: Higashiyama Line (H08) Sakura-dōri Line (S02) AN Aonami Line (AN01) | Nakamura-ku, Nagoya       | Aichi  |
| CA69 | Biwajima         | 枇杷島     | 4.0              | 370.0                | ｜             | ｜            | ｜            | ｜             | ｜                      | ■ Tōkai Transport Service Jōhoku Line | Kiyosu                    | Aichi  |
| CA70 | Kiyosu           | 清洲       | 3.8              | 373.8                | ｜             | ｜            | ｜            | ｜             | ｜                      | | Inazawa                   | Aichi  |
| CA71 | Inazawa          | 稲沢       | 3.3              | 377.1                | ｜             | ｜            | ｜            | ｜             | ｜                      | | Inazawa                   | Aichi  |
| CA72 | Owari-Ichinomiya | 尾張一宮   | 6.0              | 383.1                | ●              | ●             | ●             | ●              | ●                       | NH Meitetsu Nagoya Main Line, BS Meitetsu Bisai Line (Meitetsu-Ichinomiya) | Ichinomiya                | Aichi  |
| CA73 | Kisogawa         | 木曽川     | 3.5              | 388.6                | ｜             | ｜            | ｜            | ｜             | ｜                      | | Ichinomiya                | Aichi  |
| CA74 | Gifu             | 岐阜       | 7.7              | 396.3                | ●              | ●             | ●             | ●              | ●                       | Takayama Main Line NH Meitetsu Nagoya Main Line, KG Meitetsu Kagamihara Line (Meitetsu Gifu) | Gifu                      | Gifu   |
| CA75 | Nishi-Gifu       | 西岐阜     | 3.2              | 399.5                | ●              | ●             | ●             | ●              | ｜                      | | Gifu                      | Gifu   |
| CA76 | Hozumi           | 穂積       | 1.0              | 400.5                | ●              | ●             | ●             | ●              | ●                       | | Mizuho                    | Gifu   |
| CA77 | Ōgaki            | 大垣       | 9.5              | 410.0                | ●              | ●             | ●             | ●              | ●                       | Tuyến Tōkaidō chính (Mino-Akasaka, Shin-Tarui branch lines) ■ Yōrō Railway Yōrō Line ■ Tarumi Railway Tarumi Line | Ōgaki                     | Gifu   |
| CA78 | Tarui            | 垂井       | 8.1              | 418.1                | ●              | ●             | ●             | ●              | ●                       | | Tarui, Fuwa District      | Gifu   |
| CA79 | Sekigahara       | 関ヶ原     | 5.7              | 423.8                | ●              | ●             | ●             | ●              | ●                       | (Tuyến nhánh Shin-Tarui) | Sekigahara, Fuwa District | Gifu   |
| CA80 | Kashiwabara      | 柏原       | 7.1              | 430.9                | ●              | ●             | ●             | ●              |                         | | Maibara                   | Shiga  |
| CA81 | Ōmi-Nagaoka      | 近江長岡   | 4.3              | 435.2                | ●              | ●             | ●             | ●              |                         | | Maibara                   | Shiga  |
| CA82 | Samegai          | 醒ヶ井     | 4.6              | 439.8                | ●              | ●             | ●             | ●              |                         | | Maibara                   | Shiga  |
| CA83 | Maibara          | 米原       | 6.1              | 445.9                | ●              | ●             | ●             | ●              |                         | Tōkaidō Shinkansen Hokuriku Main Line Biwako Line (Tuyến Tōkaidō chính) ■ Tuyến đường sắt chính Ohmi | Maibara                   | Shiga  |

#### Tuyến

Sơ đồ đường đi quanh Giao lộ Minami-arao

Sơ đồ đường chạy trừu tượng giữa Ōgaki và Sekigahara

Cả hai tuyến nhánh Mino-Akasaka và Tarui đều tách biệt với Tuyến chính tại Minami-Arao junction (南荒尾信号場), nằm ở 3.1   km về phía tây của ga Ōgaki.

##### Tuyến nhánh Mino-Akasaka
| Ga tàu       | tiếng Nhật | Khoảng cách (km)  | Khoảng cách (km)     | Nối chuyến          | Vị trí | Vị trí |
| Ga tàu       | tiếng Nhật | Giữa </br> Nhà ga | Tổng cộng (từ Ōgaki) | Nối chuyến          | Vị trí | Vị trí |
| ------------ | ---------- | ----------------- | -------------------- | ------------------- | ------ | ------ |
| Ōgaki        | 大 垣      | -                 | 0,0                  | Tuyến chính Tōkaidō | Ōgaki  | Gifu   |
| Arao         | 荒 尾      | 3,4               | 3,4                  |                     | Ōgaki  | Gifu   |
| Mino-Akasaka | 美濃 赤 坂 | 1,6               | 5.0                  |                     | Ōgaki  | Gifu   |

##### Tuyến nhánh Tarui
Giữa Ōgaki và Sekigahara, có mức 25 mỗi triệu. Năm 1944, một đường tránh được xây dựng để tránh độ dốc lớn này của đường chính và đường tránh cũ đi về phía tây đã bị dỡ bỏ. 
| Ga tàu     | tiếng Nhật | Khoảng cách (km)  | Khoảng cách (km)     | Nối chuyến                        | Vị trí           | Vị trí |
| Ga tàu     | tiếng Nhật | Giữa </br> Nhà ga | Tổng cộng (từ Ōgaki) | Nối chuyến                        | Vị trí           | Vị trí |
| ---------- | ---------- | ----------------- | -------------------- | --------------------------------- | ---------------- | ------ |
| Ōgaki      | 大 垣      | -                 | 0,0                  | Tuyến chính Tōkaidō               | Ōgaki            | Gifu   |
| Tarui      | 垂 井      | 8.1               | 8.1                  |                                   | Tarui, Quận Fuwa | Gifu   |
| Sekigahara | 関 ヶ 原   | 5,7               | 13,8                 | JR Trung tâm: Tuyến chính Tōkaidō | Sekigahara       | Gifu   |

### JR Tây
Phần phía tây của Tuyến chính Tōkaidō từ Maibara đến Kōbe do JR Tây điều hành và tạo thành trục chính của Mạng lưới đô thị của công ty tại khu vực đô thị Osaka-Kobe-Kyoto. Mặc dù tuyến được chia thành ba đoạn, được gọi là Tuyến Biwako, Tuyến JR Kyoto và Tuyến JR Kobe, chúng là một phần của một mạng lưới liền kề duy nhất, với nhiều dịch vụ đi qua nhiều đoạn. Tuyến Biwako bao gồm một đoạn của Tuyến chính Hokuriku. Một số dịch vụ trên các tuyến Kosei, JR Takarazuka và Gakkentoshi chạy qua Tuyến chính Tōkaidō.

#### Tuyến Biwako
Đoạn giữa Maibara và Kyoto được gọi là Tuyến Biwako. Tuyến này cũng bao gồm đoạn của Tuyến chính Hokuriku giữa Maibara và Nagahama, nơi xuất phát của một số chuyến tàu chạy tuyến Kyoto.

#### Tuyến JR Kyoto
Đoạn giữa Kyoto và Osaka được gọi là Tuyến JR Kyoto. Các chuyến tàu từ các tuyến Biwako và Kosei đi qua Tuyến JR Kyoto và tiếp tục về phía Tây theo hướng Tuyến JR Kobe tại Osaka.

#### Tuyến JR Kobe
Đoạn cực tây giữa Osaka và Kōbe là một phần của Tuyến JR Kobe, tiếp tục đi về phía Tây đến Himeji trên Tuyến chính Sanyō. Mặc dù Kōbe là ga cuối chính thức của Tuyến chính Tōkaidō, hầu hết các chuyến tàu đều tiếp tục đến Nishi-Akashi, Himeji và xa hơn nữa.

## Dịch vụ đi lại hạn chế
Ngoài các chuyến tàu địa phương, nhanh chóng và dịch vụ nhanh đặc biệt tiêu chuẩn, Tuyến chính Tōkaidō cũng có một số dịch vụ tốc hành hạn chế.

### Tàu ban ngày
- Dịch vụ Biwako: Maibara – Osaka
- Fujikawa: Shizuoka – Fuji
- Haruka: Maibara – Sân bay Quốc tế Kansai
- Hida: Nagoya – Gifu, Gifu – Osaka
- Odoriko: Tokyo – Atami – (Itō Line) – Itō – (Izu Kyūkō) – Shimoda; Tokyo – Mishima – (Đường sắt Izuhakone Tuyến Sunzu) – Shuzenji
- Super View Odoriko, Resort Odoriko, Fleur Odoriko: Tokyo – Atami – (Itō Line) – Itō – (Izu Kyūkō) – Shimoda
- Shirasagi: Nagoya – Maibara

### Tàu qua đêm
Các chuyến tàu đêm trên Tuyến Tōkaidō đi từ Tokyo đến phía tây Honshū và Shikoku.
- Sunrise Izumo (Tokyo – Izumo qua Okayama) (Hoạt động hàng ngày)
- Sunrise Seto (Tokyo – Takamatsu) (Hoạt động hàng ngày)
- Moonlight Nagara (Tokyo – Ōgaki) (Hoạt động theo mùa - dịch vụ nhanh chóng với chỗ đặt trước)

### Các chuyến tàu ngừng hoạt động
- Tàu tốc hành giới hạn qua đêm Sakura (Tokyo – Nagasaki (ngừng hoạt động tháng 3 năm 2005), Tokyo – Sasebo (ngừng hoạt động năm 1999))
- Tàu tốc hành giới hạn qua đêm Izumo (Tokyo – Izumo qua Tottori), ngừng hoạt động vào tháng 3 năm 2006
- Dịch vụ hạn chế Wide View Tōkai (Tokyo – Shizuoka), ngừng hoạt động vào tháng 3 năm 2007
- Ginga tốc hành qua đêm (Tokyo – Osaka), ngừng hoạt động tháng 3 năm 2008
- Tàu tốc hành hạn chế qua đêm Fuji (Tokyo – Ōita), ngừng hoạt động vào tháng 3 năm 2009
- Xe tốc hành hạn chế qua đêm Hayabusa (Tokyo – Kumamoto), ngừng hoạt động vào tháng 3 năm 2009
- Tàu tốc hành hạn chế qua đêm Sunrise Yume (Tokyo – Hiroshima), ngừng hoạt động tháng 3 năm 2009

## Dịch vụ đường sắt cho dịch vụ địa phương và nhanh

### JR Đông
- Dòng 185 (Tokyo – Atami, Misima thông qua các tuyến trên Tuyến Itō Izuhakone)
- Dòng E231-1000 (Tokyo – Atami – Numazu, thông qua các tuyến trên Tuyến Itō)
- Dòng E233-3000 (Tokyo – Atami – Numazu, thông qua các dịch vụ trên Tuyến Itō)
- Dòng 251 (Ikebukuro / Tokyo, Atami, thông qua tuyến Itō)
- Dòng 651

(Odawara, Atami, thông qua tuyến Itō)

### JR Trung
- Dòng 211-5000 (Atami – Toyohashi, thông qua các tuyến trên Tuyến Gotemba)
- Dòng 211-6000 (Atami – Toyohashi, thông qua các dịch vụ trên Tuyến Gotemba, thông qua các dịch vụ trên Tuyến Minobu)
- Dòng 311 (Shizuoka – Kakegawa – Hamamatsu – Toyohashi – Gifu)
- Dòng 313-0 (Hamamatsu – Toyohashi – Gifu – Ōgaki)
- Dòng 313-300 (Hamamatsu – Toyohashi – Gifu – Ōgaki, Ōgaki – Mino-Akasaka)
- Dòng 313-2300 (Atami – Toyohashi, thông qua các dịch vụ trên Tuyến Gotemba, thông qua các dịch vụ trên Tuyến Minobu)
- Dòng 313-2500 (Atami – Toyohashi, thông qua các dịch vụ trên Tuyến Gotemba, thông qua các dịch vụ trên Tuyến Minobu)
- Dòng 313-2600 (Atami – Toyohashi, thông qua các tuyến trên Tuyến Gotemba, thông qua các tuyến trên tuyến Minobu)
- Dòng 313-3000 (thông qua các dịch vụ trên Tuyến Gotemba, thông qua các dịch vụ trên Tuyến Minobu)
- Dòng 313-3100 (thông qua các dịch vụ trên Tuyến Gotemba, thông qua các dịch vụ trên Tuyến Minobu)
- Dòng 313-5000 (Hamamatsu – Toyohashi – Gifu – Ōgaki – Maibara)
- Dòng 373 (Atami – – Shizuoka, Hamamatsu – Toyohashi, Ōgaki – Maibara)

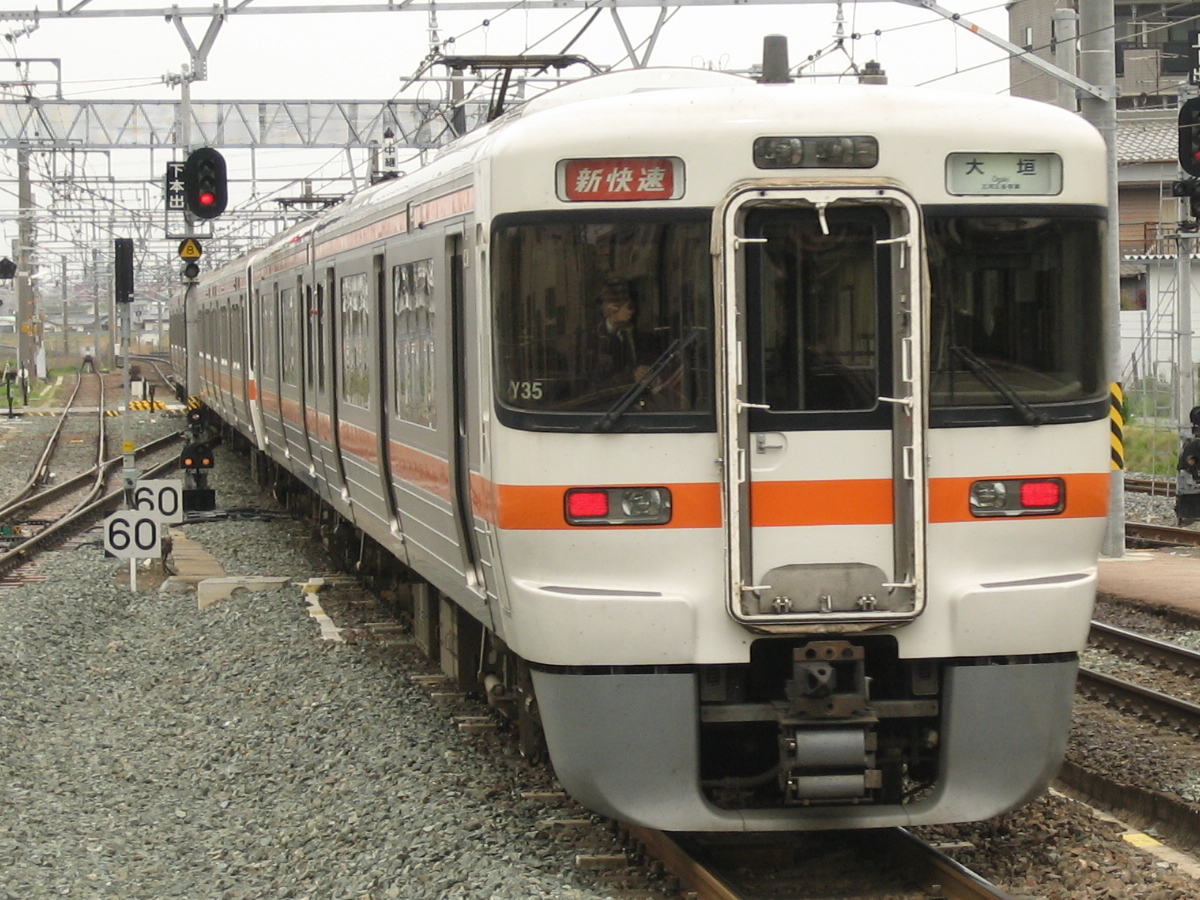
Một EMU dòng JR Central 313

### JR Tây
- Dòng 681 (Nagoya – Ōgaki – Sekigahara)
- Dòng 683-8000 (Nagoya – Ōgaki – Sekigahara)

### Toa xe cũ
- Dòng E217 (Tokyo – Atami, tháng 3 năm 2006 - tháng 3 năm 2015) [2]
- Dòng 211 (Tokyo – Atami – Numazu, thông qua các tuyến trên Tuyến Itō, 1985 - tháng 4 năm 2012)
- Dòng 113-1000 (tháng 4 năm 1972 - tháng 3 năm 2006)
- KiHa 75 (thông qua các dịch vụ trên Tuyến Taketoyo, 1999 - 3/2015)

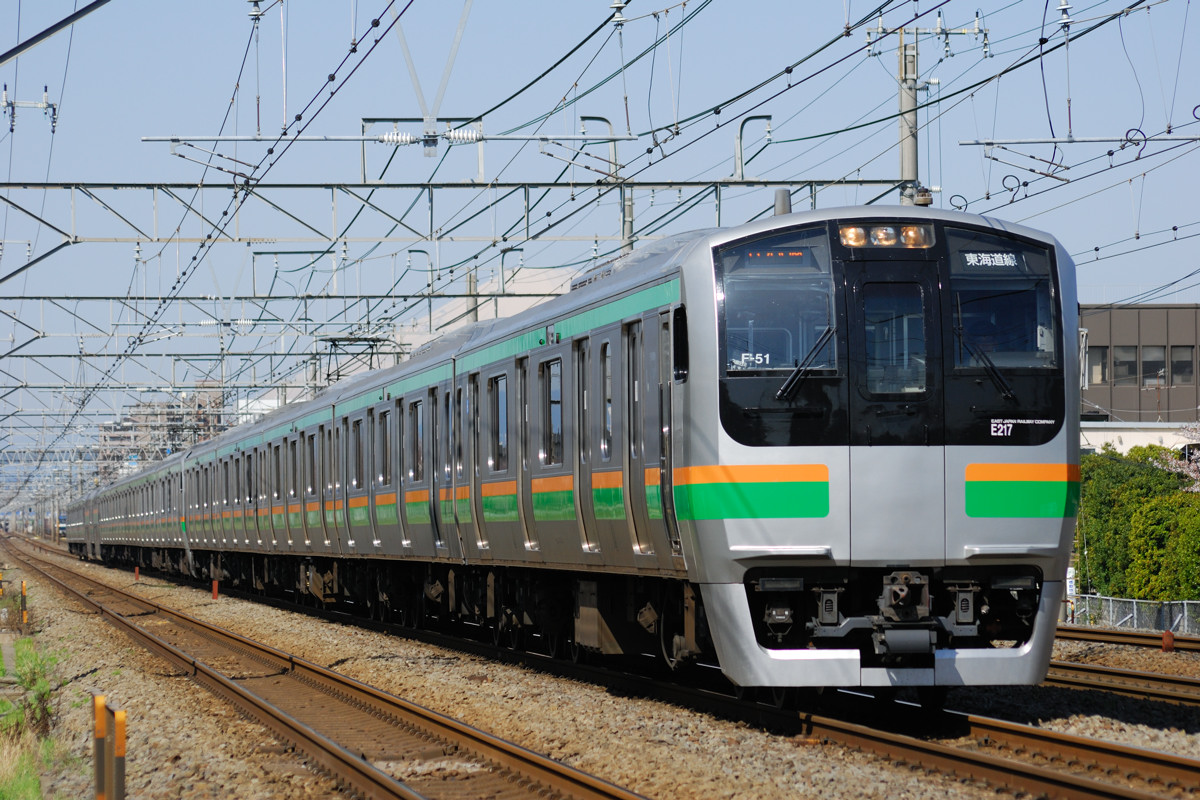
Sê-ri E217 ở Tokaido Line Shōnan livery, tháng 4 năm 2007
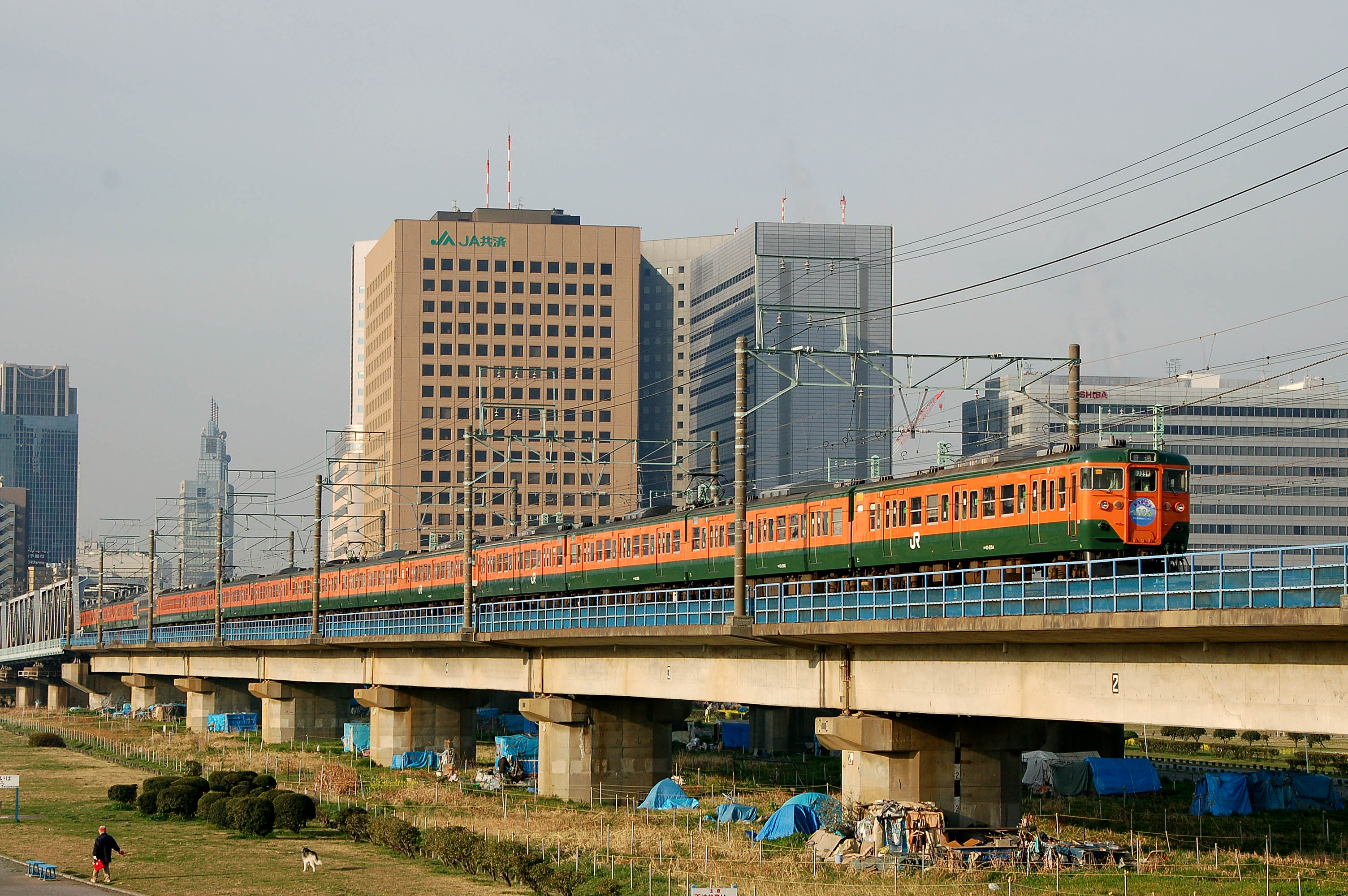
Một loạt 113 tiếp cận Yokohama, tháng 3 năm 2006.

## Lịch sử

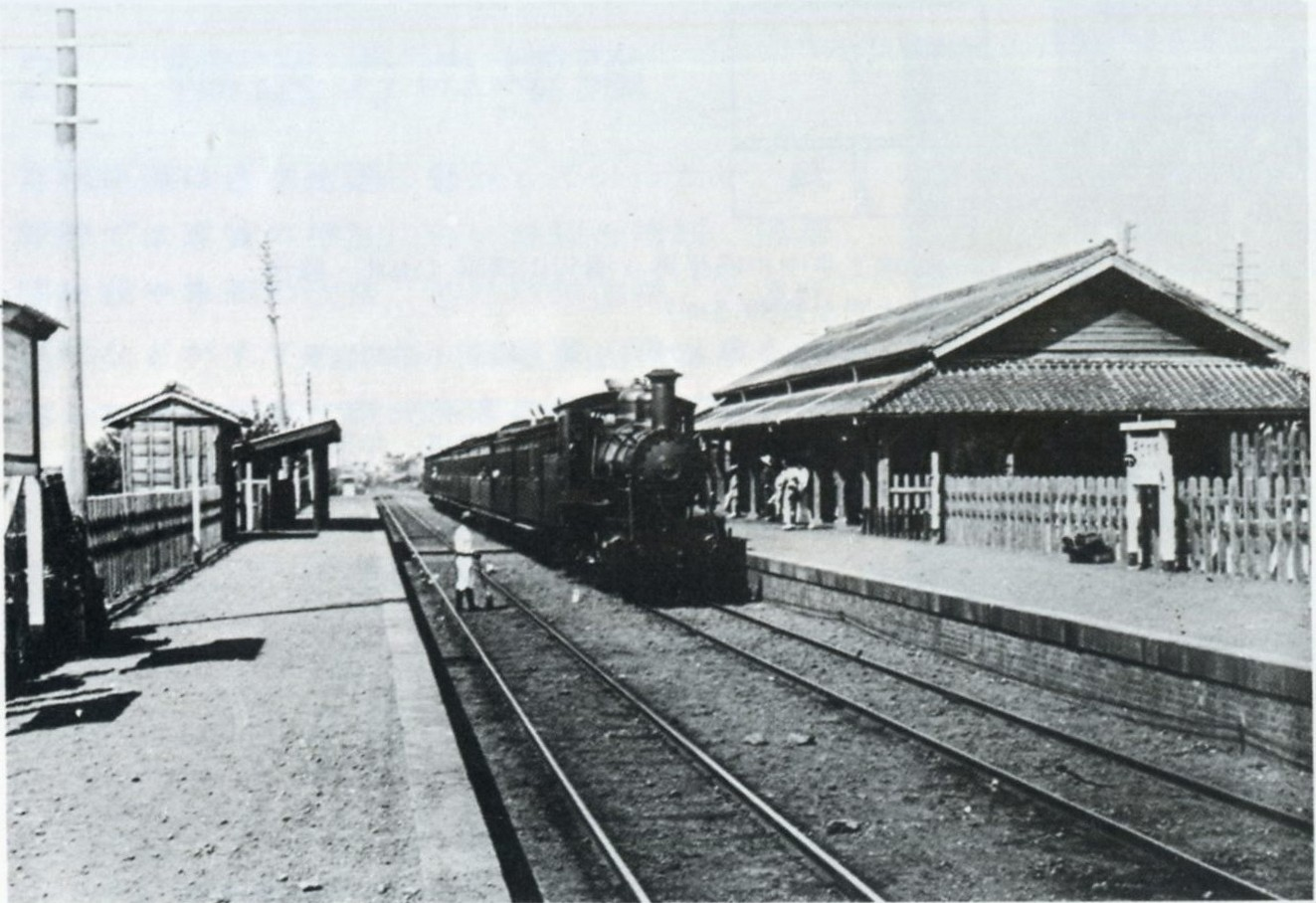
Ga Chigasaki, khoảng năm 1898

Tuyến đường Tōkaidō lấy tên từ con đường cổ nối vùng Kansai (Kyoto, Osaka) với vùng Kantō (Tokyo, sau đó là Edo) qua vùng Tōkai (bao gồm cả Nagoya). Theo nghĩa đen, đó là con đường Tōkai, hay Con đường xuyên qua Tōkai. Tuyến Tōkaidō không đi theo con đường cũ một cách chính xác, vì con đường này phân kỳ tại Nagoya về phía bờ biển tỉnh Mie; Để đi theo nó bằng tàu hỏa, phải đi theo Tuyến chính Kansai và Tuyến Kusatsu từ Nagoya đến Kusatsu. Các trung tâm dân số lớn nhất ở Nhật Bản nằm dọc theo tuyến đường này - Tokyo, Yokohama, Nagoya, Kyoto, Osaka và Kobe. Các trung tâm này đã phát triển để chiếm một vai trò chi phối hơn bao giờ hết trong chính phủ, tài chính, sản xuất và đời sống văn hóa của đất nước.
Historically, one of the first priorities of tiếng Nhật railway planners was to build a line from Tokyo to the Kansai region, either following the Tokaido route or the northern Nakasendō route. This decision remained unresolved as regional needs were addressed. The first railway in Japan was the line from Shinbashi to Sakuragicho in Yokohama, which opened in 1872; another segment of today's Tokaido Main Line, between Kyoto and Kobe, opened in 1877.
Năm 1883, chính phủ quyết định sử dụng tuyến đường Nakasendo và việc xây dựng một số đoạn được bắt đầu (bao gồm cả tuyến Takasaki ngày nay). Đường sắt được mở giữa Ogaki và Nagahama (1884) và giữa Nagoya và Kisogawa (1886) phù hợp với kế hoạch Nakasendo. Tuy nhiên, đến năm 1886, rõ ràng là con đường Tokaido sẽ thiết thực hơn, và vì vậy kế hoạch Nakasendo đã bị bỏ dở.
Các tuyến giữa Kisogawa và Ogaki, Yokohama và Kozu, và Hamamatsu và Obu được hoàn thành vào năm 1887, và tuyến đầu tiên từ Tokyo đến Kobe được hoàn thành vào năm 1889, khi Kozu và Hamamatsu được kết nối thông qua hành lang Gotemba Line ngày nay, và phân đoạn cuối cùng đã được hoàn thành giữa Kasumigahara và Otsu. Vào thời điểm đó, có một chuyến tàu Tokyo-Kobe chạy mỗi chiều mỗi ngày, mất hơn 20 giờ mỗi chiều.
Tên "Tokaido Line" được chính thức sử dụng vào năm 1895. Vào tháng 10 năm 1895, sau Chiến tranh Trung-Nhật, tuyến đường sắt Sanyo (nay là Tuyến chính Sanyo) bắt đầu được phục vụ. Dịch vụ chuyển phát nhanh giữa Tokyo và Kobe bắt đầu vào năm 1896, dịch vụ giường nằm vào năm 1900 và dịch vụ xe ăn uống vào năm 1901.
Năm 1906, tất cả các tuyến đường chính do tư nhân điều hành đã được quốc hữu hóa theo Đường sắt Hoàng gia Nhật Bản mới được thành lập, vào thời điểm đó có mạng lưới chỉ hơn 7000   km. Bộ ghép nối tự động được giới thiệu trên tất cả các toa xe hàng vào năm 1926. Năm 1930, tàu tốc hành Tsubame ("nuốt") đầu tiên được giới thiệu, giảm thời gian đi lại Tokyo - Kobe xuống còn 9 giờ - giảm đáng kể so với 20 giờ cần thiết vào năm 1889 và 15 giờ vào năm 1903.
Cải thiện cơ sở hạ tầng bao gồm việc hoàn thành đường đôi trên tuyến đường này vào năm 1913, và mở đường 7,8   Đường hầm Tanna dài km, rút ngắn tuyến đường bằng cách bỏ qua một đường vòng quanh các ngọn núi giữa Atami và Numazu. Đây là thay đổi lớn cuối cùng về hướng tuyến của tuyến đường.
Vào đầu những năm 1950, Tuyến Tōkaidō đã trở thành huyết mạch giao thông chính của Nhật Bản. Mặc dù chỉ chiếm 3% hệ thống đường sắt theo chiều dài, nhưng nó đã vận chuyển 24% lưu lượng hành khách và 23% vận chuyển hàng hóa của JNR, và tốc độ tăng trưởng cao hơn bất kỳ tuyến nào khác trong nước. Đến năm 1956, quá trình điện khí hóa được hoàn thành dọc theo đoạn Tokyo-Osaka và với sự ra đời của các đoàn tàu Kodama mới, thời gian di chuyển đã giảm xuống còn sáu tiếng rưỡi. Đường dây này trở nên phổ biến đến mức vé thường xuyên được bán hết trong vòng mười phút sau khi được mở bán, trước một tháng so với ngày đi.
Những hạn chế về năng lực trên Tuyến đường chính Tokaido đã rõ ràng trước Thế chiến thứ hai và công việc bắt đầu trên 1.435 mm (4 ft 8+1⁄2 in) mới 1.435 mm (4 ft 8+1⁄2 in)    khổ tiêu chuẩn đường "tàu cao tốc" vào năm 1940. Lưu lượng hành khách liên tỉnh giữa Tokyo, Nagoya và Osaka phần lớn được chuyển sang Tōkaidō Shinkansen sau khi nó được hoàn thành vào năm 1964. Kể từ đó, Tuyến chính Tokaido được sử dụng như một tuyến đi lại và vận chuyển hàng hóa, phục vụ một số lượng rất nhỏ các chuyến tàu khách đường dài (chủ yếu là dịch vụ ngủ đêm và tàu ngủ).
Sau trận động đất Hanshin vào ngày 17 tháng 1 năm 1995, tuyến giữa Takatsuki và Kobe đã bị ngừng hoạt động, với một số đoạn nhất định không thể vượt qua cho đến ngày 1 tháng 4.

### Các đường kết nối cũ

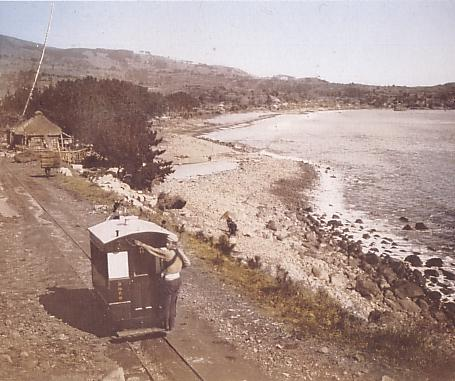
Tuyến xe điện gần Yoshihama (xem Ga Atami)

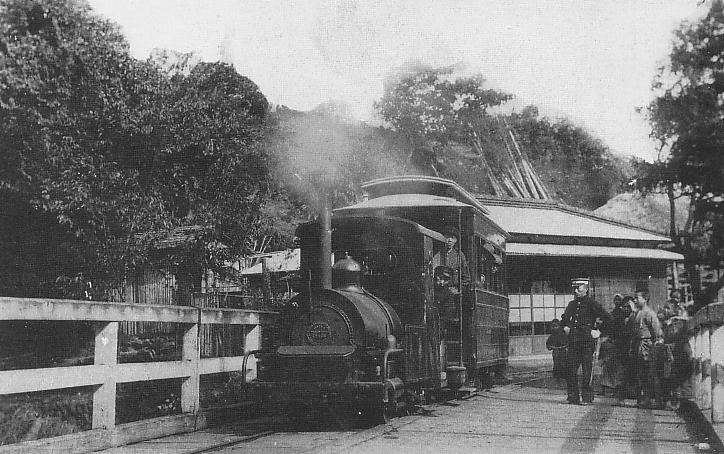
Dòng Yoshihama sau khi chuyển đổi sang năng lượng hơi nước, khoảng năm 1920

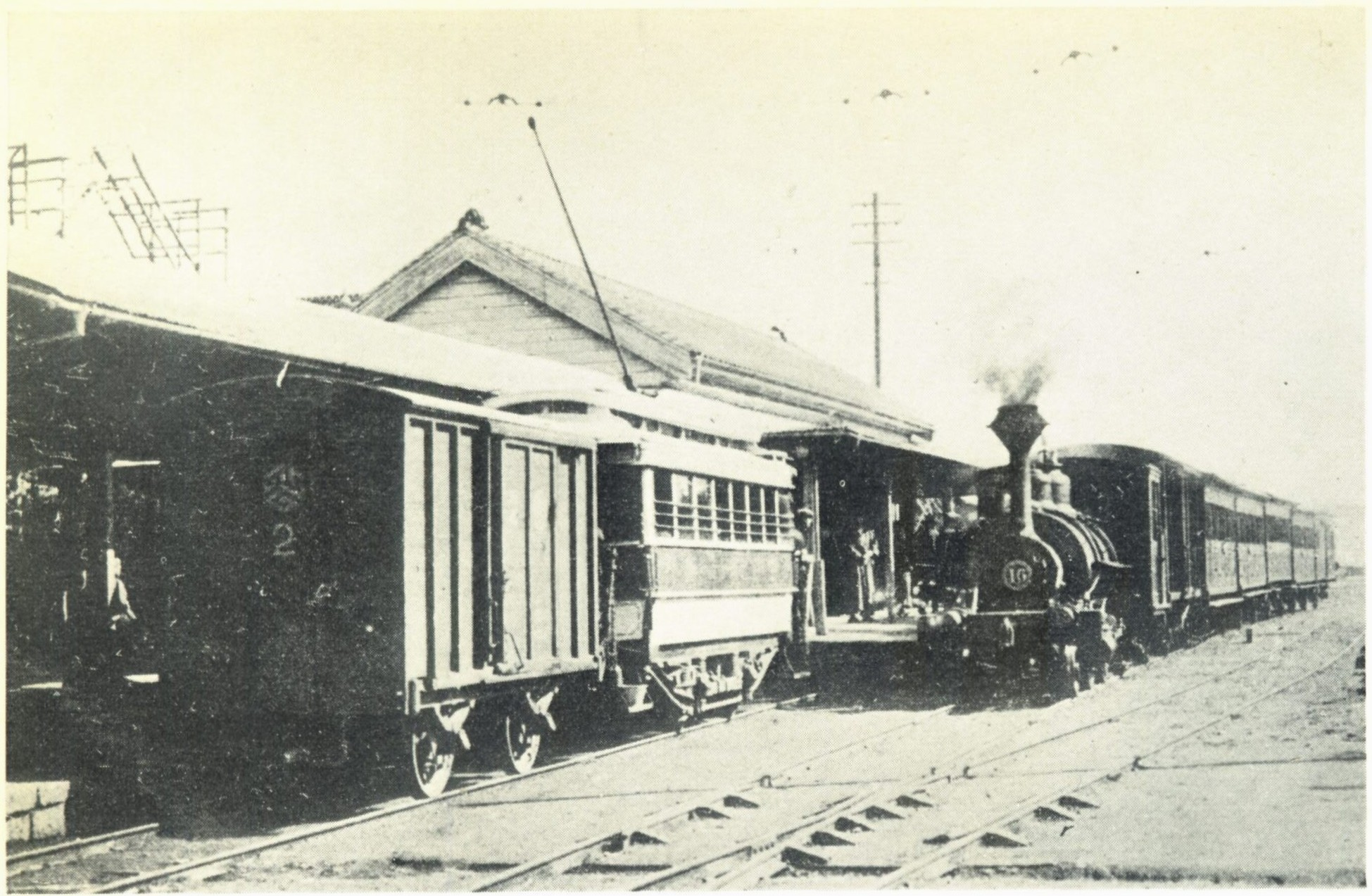
Ga Mishima-Tamachi vào khoảng năm 1914 (xem Ga Numazu)

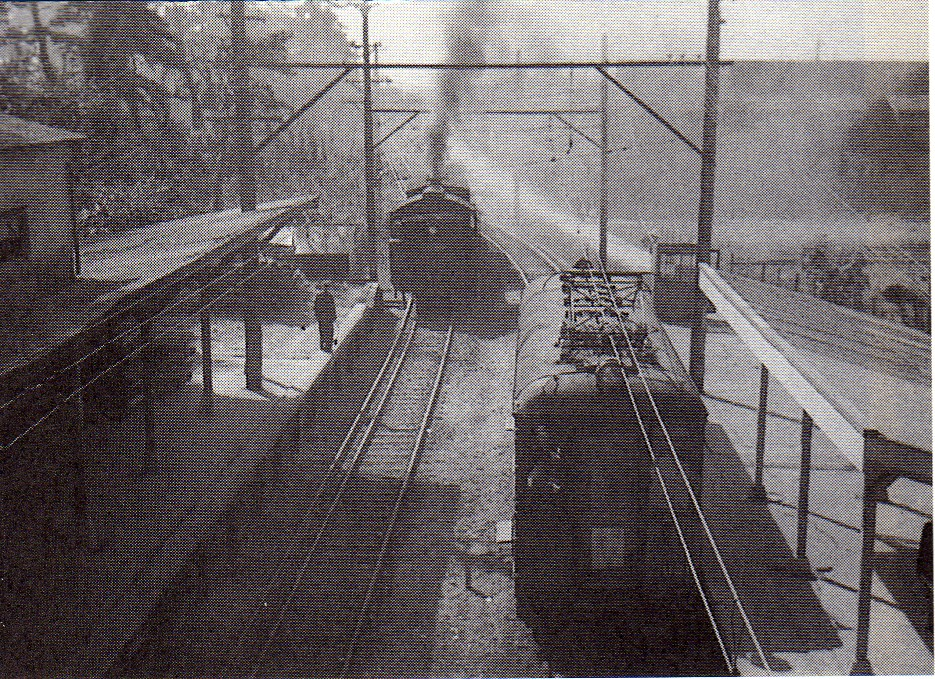
Ga Mokogawa năm 1944, lưu ý đường ray khổ kép (xem Ga Nishinomiya)

#### Tinh Kanagawa
- Ga Ninomiya: Đường xe điện kéo ngựa Shonan mở số 10   tuyến km đến Hatano vào năm 1906 để vận chuyển thuốc lá. Đầu máy hơi nước được giới thiệu vào năm 1913. Dịch vụ hành khách ngừng vào năm 1933 và tuyến đóng cửa vào năm 1935.
- Nhà ga Odawara: Tập đoàn Thuốc lá và Muối Nhật Bản điều hành khoảng 1   km đường dây đến nhà máy của nó, được điện khí hóa ở 1.500 V DC, từ năm 1950 đến năm 1984. Tuyến cũng được phục vụ bởi Tuyến Odakyu Odawara liền kề từ ga Ashigara của nó.

#### Tỉnh Aichi
- Ga Okazaki: 
  - Đường sắt Nishio khai trương 762 mm (2 ft 6 in)    đường đo đến Nishio vào năm 1911, và mở rộng đến Kira-Yoshida trên Tuyến Meitetsu Gamagōri từ năm 1915 đến năm 1916. Năm 1926, công ty hợp nhất với Đường sắt điện Aichi, từ năm 1928 đến năm 1929 đã chuyển đổi tuyến thành tầm nước 1.067 mm (3 ft 6 in), điện khí hóa nó ở 600 V DC, và kết nối nó với đường dây từ Shin-Anjō trên Tuyến Meitetsu Nagoya chính tại Nishioguchi. Tuyến đến Nishio đóng cửa vào năm 1962. [cần dẫn nguồn]
- Một tuyến xe điện 6 km nối với tuyến Meitetsu Koromo tại ga Okazaki-Ida, từ năm 1929 đến năm 1962 kết nối với tuyến Meitetsu Mikawa tại Uwagoromo, tuyến xe điện cũng đóng cửa vào năm 1962. [cần dẫn nguồn]

#### Tỉnh Gifu
- Ga Ogaki: Đường sắt Seino mở số 3   tuyến km từ Mino-Akasaka đến Ichihashi vào năm 1928, và khai thác dịch vụ hành khách từ năm 1930 đến năm 1945.
- Ga Arao (trên nhánh Mino Akasaka): Một tuyến chỉ vận chuyển hàng hóa 2 km đến mỏ đá vôi Mino Okubo hoạt động từ năm 1928 đến năm 1990.

#### Tỉnh Hyōgo
- Ga Nishinomiya: Một tuyến chỉ chở hàng hóa 2 km được mở vào năm 1944 để kết nối với Ga Mukogawa trên Tuyến Hanshin chính. Như trước đây là  tầm nước1.067 mm (3 ft 6 in), và 1.435 mm (4 ft 8+1⁄2 in) sau là khổ 1.435 mm (4 ft 8+1⁄2 in), một số đường ở Mukogawa là khổ kép. Dịch vụ trên tuyến này ngừng hoạt động vào năm 1958, nhưng nó không được chính thức đóng cửa cho đến năm 1970.
- Ga Rokkomichi: Một tuyến 5 km đến Cảng Kobe mở cửa năm 1907, được điện khí hóa ở 1.500 V DC. Các dịch vụ hành khách ngừng hoạt động vào năm 1974 và tuyến đóng cửa vào năm 2003.

## Liên kết ngoại
- Các ga của Tuyến Tōkaidō chính (JR Đông) (bằng tiếng Nhật)